# Penis captiv

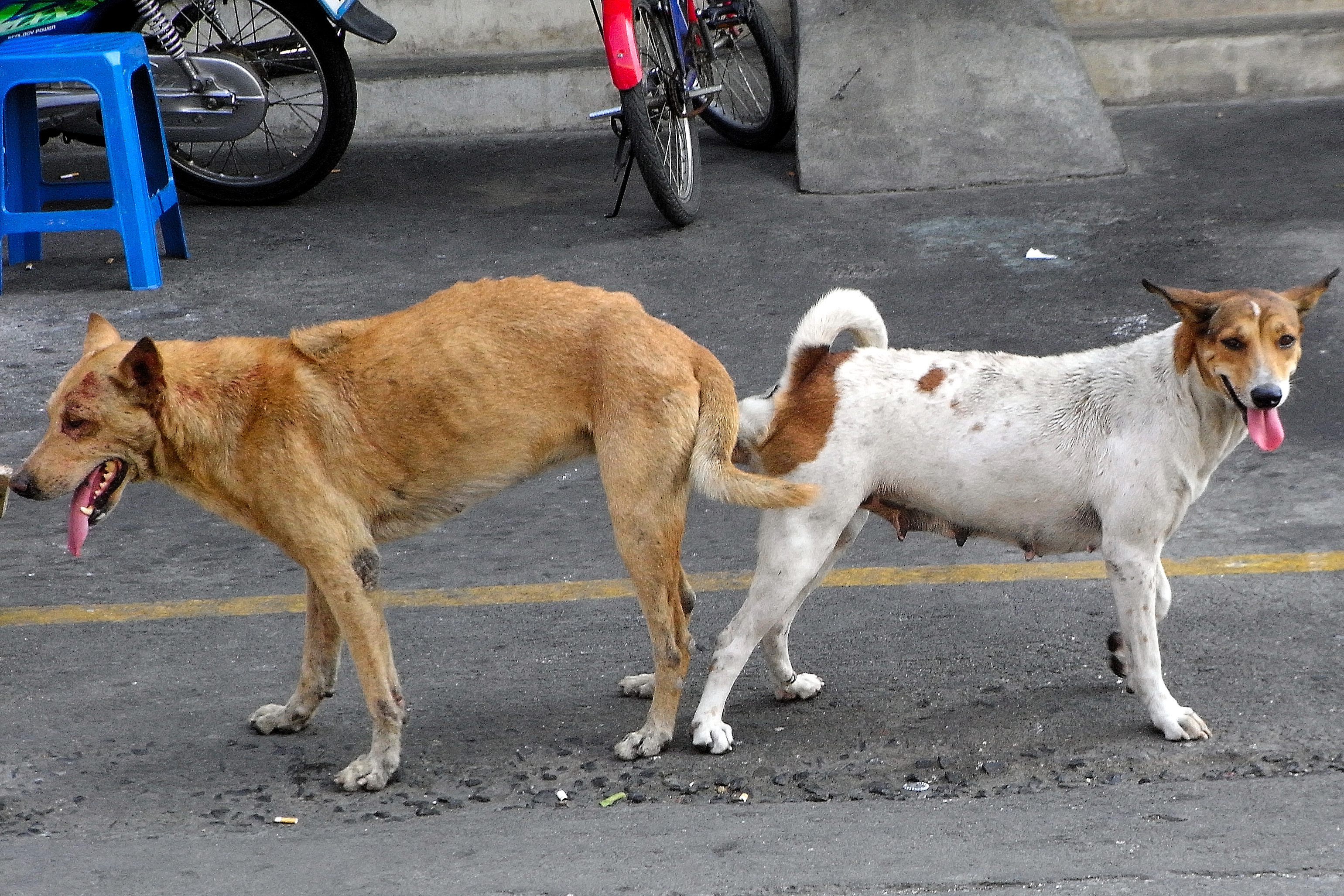
La câine, masculul și femela rămân sudaţi unul de altul după coit aproximativ 20 de minute

Penisul captiv (Penis captivus) este imposibilitatea unui mascul de a scoate penisul din vaginul partenerei sale în timpul actului sexual. Penisul este reținut în cazul acesta de o contracție puternică a mușchilor vaginului ai femelei (o formă de vaginism), împiedicând retragerea sa și susținând erecția.
Acest fenomen este asemănător întrucâtva cu intromisiunea prelungită la câini care posedă un os penian, din cauza turgescenții penisului după intromisiune, însă este anecdotic la om. Acest fenomen a fost ilustrat în filmul francez Les Infidèles din 2012.
Fenomenul există în scrierile istorice încă de la 1300.
Un singur caz de penis captivus a fost raportat la om, într-o scrisoare a British Medical Journal din 1980, citând un caz nepublicat din 1947.